# Wolf Friedrich von Retzow
Wolf Friedrich von Retzow (* 24. Januar 1700 auf Gut Moethlow bei Nauen; † 5. November 1758 in Schweidnitz) war ein preußischer Generalleutnant.

## Leben
Der Sohn einer Adelsfamilie wurde wie sein jüngerer Bruder Karl Friedrich seit 1713 auf der Ritterakademie in Dom Brandenburg erzogen und trat mit 17 Jahren als Fähnrich in das Regiment „von Schlabrendorff“ ein. 1745 wurde er als Oberst Kommandeur des Bataillons Grenadier-Garde, das in Potsdam stationiert war. Zwei Jahre später wurde er Leiter der obersten Verpflegungsbehörde des Heeres und einiger wichtiger staatswirtschaftlicher Betriebe, wie das Große Militärwaisenhaus sowie die Gold- und Silbermanufaktur in Berlin. Als Friedrich II. im Frühjahr 1751 zum Bau einer böhmischen Weberkolonie in der Nähe von Potsdam aufrief, beauftragte er Retzow mit deren Errichtung.

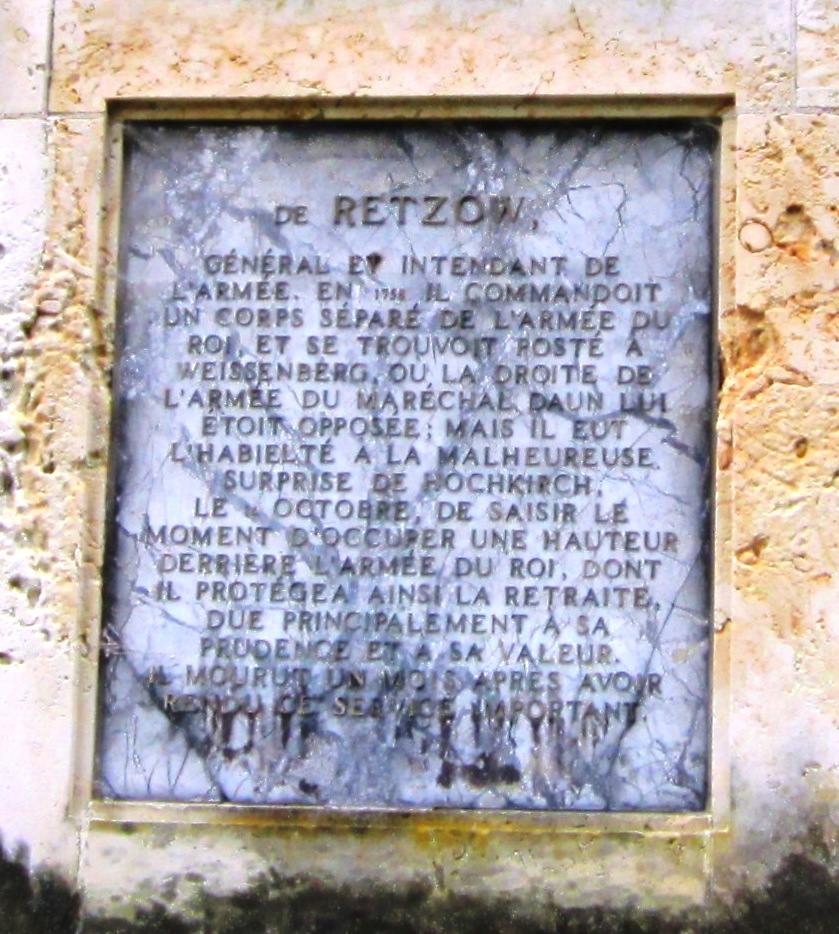
Ehrentafel für von Retzow am Obelisken in Rheinsberg

In unmittelbarer Nähe der Bauernsiedlung Neuendorf wurde die neue Kolonie aufgebaut. Retzow blieb bis zu seinem Tode eng mit seiner Kolonie Nowawes verbunden. Er war nicht nur ihr erster Kommandant, sondern auch der erste Verleger der produzierten Textilwaren. Als ab 1756 andere Verleger die Arbeit übernahmen, war Oberst von Retzow die wichtigste richterliche Instanz und Vermittler zwischen den Webern und den neuen Verlegern.
Wegen besonderer Verdienste in der Schlacht bei Leuthen während des Siebenjährigen Krieges wurde Retzow noch auf dem Schlachtfeld durch Friedrich den Großen zum Generalleutnant ernannt. In der Schlacht bei Hochkirch am 13. Oktober 1758 verweigerte er zweimal den Befehl zum Sturm auf den Stromberg, da er das Vorhaben für nicht möglich hielt. Retzow fiel dadurch in Ungnade und musste seinen Degen abgeben. Er war bereits an der Ruhr erkrankt und wurde mit einigen Truppen nach Schweidnitz verlegt, wo er starb.

## Ehrungen
- Prinz Heinrich von Preußen widmete ihm eine Gedenktafel auf seinem Rheinsberger Obelisken.
- 1925 wurde in Berlin-Lankwitz die Retzowstraße nach ihm benannt.[3]

## Familie
Retzow war mit Charlotte Louise von Röseler (* 1706; † 7. Mai 1779), Tochter des Generals Friedrich August von Röseler verheiratet. Das Paar hatte mehrere Kinder:
- Friedrich August (* 13. Juli 1729 † 18. Oktober 1812)
- Wilhelm Leopold (* 13. Juli 1729; † 14. Mai 1803) ⚭ Henriette von Thiele – Eltern von Charlotte (1767–1833), Ehefrau des Feldmarschalls Friedrich von Kleist
- Marie Charlotte († 25. September 1781) ⚭ Peter Christian von Kleist (* 9. November 1727; † 21. November 1777), Eltern von Hans Jürgen von Kleist-Retzow
- Friederike Albertine ⚭ Adam August von Möllendorff (1723–1780).